# 1980年夏季残疾人奥林匹克运动会肯尼亚代表团
1980年夏季残疾人奥林匹克运动会肯尼亚代表团是肯尼亚派出的1980年夏季残疾人奥林匹克运动会代表团。获得1枚金牌和2枚银牌。